# USS Bryce Canyon (AD-36)
L'USS Bryce Canyon (AD-36) était un navire ravitailleur, de la classe Shenandoah. Il est le seul navire nommé en hommage au parc national de Bryce Canyon localisé dans l'État américain de l'Utah.
La construction du Bryce Canyon fut terminée le 7 mars 1946 dans le chantier naval Charlestown Navy Yard. Quelques améliorations furent apportées par la suite avant le déclenchement de la guerre de Corée et ce n'est que le 15 septembre 1950 que le navire fut mis en service sous le commandement du capitaine M. R. Gerin.
Le navire traversa le canal de Panama le 5 décembre et fut mis à disposition du commandement de la flotte du Pacifique. Le 26 mars 1951, il partit de San Diego pour arriver à Yokosuka au Japon le 12 avril 1951. Il resta dans la zone jusqu'au mois de novembre 1951 avant de retourner à San Diego. Durant cette période, sa mission fut essentiellement logistique et de réparation des navires de guerre américains dans la région.
En 1952, il rejoignit la flotte occidentale du Pacifique en passant par Pearl Harbor jusqu'au 16 février 1953 lorsqu'il revint en Californie. Le 26 septembre 1953, le navire retourna au Japon jusqu'au 17 juin 1954. Le 25 février 1955, il partit à nouveau pour l'Ouest du Pacifique pour offrir ses services aux navires de la région de Subic Bay, Luçon. Après un nouveau retour au pays, il repartit du 9 décembre 1955 jusqu'au 26 octobre 1956. Le vaisseau fut récompensé d'une « étoile de guerre » (battle star) pour ses services rendus dans les zones de combat de la guerre de Corée et fut retiré du service le 30 juin 1981.